# Edoardo Zardini
Edoardo Zardini (Peschiera del Garda, 2 de novembro de 1989) é um ciclista italiano, membro da equipa Vini Zabù.

## Palmarés
- 2014
  - 1 etapa do Giro do Trentino
  - 1 etapa da Volta à Grã-Bretanha[1]

## Resultados em Grandes Voltas
| Corrida | Corrida         | 2013  | 2014 | 2015 | 2016 | 2017 | 2018 | 2019 | 2020 | 2021 |
| ------- | --------------- | ----- | ---- | ---- | ---- | ---- | ---- | ---- | ---- | ---- |
|         | Giro d'Italia   | 138.º | 53.º | 82.º | —    | —    | Ab.  | —    | 96.º | —    |
|         | Tour de France  | —     | —    | —    | —    | —    | —    | —    | —    | —    |
|         | Volta a Espanha | —     | —    | —    | —    | —    | —    | —    | —    | —    |

—: não participa

Ab.: abandono